# Титт, Уильям
Уильям Титт (англ. William Titt), фамилия при рождении Лебё (англ. Lebeau; 8 февраля 1881, Корк, Манстер — 5 апреля 1956) — британский гимнаст, бронзовый призёр летних Олимпийских игр 1912 года. Воспитывался отчимом по фамилии Титт, после его смерти вернул себе фамилию биологического отца. Выступал также на летних Олимпийских играх 1908 года в командном первенстве.